# Список Генеральних секретарів НАТО
Генеральний секретар НАТО (англ. Secretary General the North Atlantic Treaty Organization, фр. Secrétaire général de l'OTAN) — міжнародний дипломат, який є головною посадовою особою Організації Північноатлантичного договору. Генеральний секретар відповідає за координацію роботи альянсу, є главою Північноатлантичної ради та веде персонал НАТО.
З 1 жовтня 2024 року генеральним секретарем є Марк Рютте, колишній Прем'єр-міністр Нідерландів.
У цій статті подано список Генеральних секретарів НАТО.

## Генеральні секретаріНАТО
Країни НАТО обрали першого генерального секретаря 4 квітня 1952 року. З того часу дванадцять різних дипломатів офіційно обіймали посади генерального секретаря. Було представлено вісім країн, чотири генеральні секретарі – з Нідерландів, три з Великої Британії, два з Бельгії, один з Італії, один з Німеччини, один з Іспанії, один з Данії та один з Норвегії. Цю посаду також тричі тимчасово обіймав виконуючий обов’язки генерального секретаря між призначеннями. Виконуючими обов'язків були представники Італії, причому одна особа двічі.
| №    | Ім'я                                                                                    | Фото | Країна          | Початок виконання обов'язків | Закінчення     |
| ---- | --------------------------------------------------------------------------------------- | ---- | --------------- | ---------------------------- | -------------- |
| 1    | Гастінгс Ісмей (англ. Hastings Lionel Ismay, 1st Baron Ismay)                           |      | Велика Британія | 24 березня 1952              | 16 травня 1957 |
| 2    | Поль-Анрі Спаак (нід. Paul Henri Charles Spaak)                                         |      | Бельгія         | 16 травня 1957               | 21 квітня 1961 |
| 3    | Дірк Стіккер (нід. Dirk Uipko Stikker)                                                  |      | Нідерланди      | 21 квітня 1961               | 1 серпня 1964  |
| 4    | Манліо Брозіо (італ. Manlio Giovanni Brosio)                                            |      | Італія          | 1 серпня 1964                | 1 жовтня 1971  |
| 5    | Йозеф Лунс (нід. Joseph Antoine Marie Hubert Luns)                                      |      | Нідерланди      | 1 жовтня 1971                | 25 червня 1984 |
| 6    | Пітер Карінгтон (англ. Peter Alexander Rupert Carington, 6th Baron Carrington)          |      | Велика Британія | 25 червня 1984               | 1 липня 1988   |
| 7    | Манфред Вернер (нім. Manfred Hermann Wörner)                                            |      | Німеччина       | 1 липня 1988                 | 13 серпня 1994 |
| в.о. | Серджіо Баланціно (італ. Sergio Silvio Balanzino)                                       |      | Італія          | 13 серпня 1994               | 17 жовтня 1994 |
| 8    | Віллі Клаас (нід. Willem «Willy» Werner Hubert Claes)                                   |      | Бельгія         | 17 жовтня 1994               | 20 жовтня 1995 |
| в.о. | Серджіо Баланціно (італ. Sergio Silvio Balanzino)                                       |      | Італія          | 20 жовтня 1995               | 5 грудня 1995  |
| 9    | Хав'єр Солана (ісп. Francisco Javier Solana Madariaga)                                  |      | Іспанія         | 5 грудня 1995                | 6 жовтня 1999  |
| 10   | Джордж Робертсон (англ. George Islay MacNeill Robertson, Baron Robertson of Port Ellen) |      | Велика Британія | 14 жовтня 1999               | 17 грудня 2003 |
| в.о. | Алессандро Мінуто-Ріццо (італ. Alessandro Minuto-Rizzo)                                 |      | Італія          | 17 грудня 2003               | 1 січня 2004   |
| 11   | Яап де Гооп Схеффер (нід. Jakob Gijsbert (Jaap) de Hoop Scheffer)                       |      | Нідерланди      | 1 січня 2004                 | 1 серпня 2009  |
| 12   | Андерс Фог Расмуссен (дан. Anders Fogh Rasmussen)                                       |      | Данія           | 1 серпня 2009                | 1 жовтня 2014  |
| 13   | Єнс Столтенберг (норв. Jens Stoltenberg)                                                |      | Норвегія        | 1 жовтня 2014                | 1 жовтня 2024  |
| 14   | Марк Рютте (нід. Mark Rutte)                                                            |      | Нідерланди      | 1 жовтня 2024                | На посаді      |

1. ↑  Новим генсеком НАТО стане Марк Рютте — ЗМІ.//Голос Америки, 20 червня 2024
2. ↑  Марк Рютте став новим генсеком НАТО. Review News (укр.). 26 червня 2024. Процитовано 26 червня 2024. {{cite web}}: |first= з пропущеним |last= (довідка)
3. ↑  Рютте обрали новим генсеком НАТО. РБК-Украина (укр.). Процитовано 26 червня 2024.